# LaLa Song
LaLa Song è un singolo del disc jockey francese Bob Sinclar, pubblicato il 25 aprile 2009 come primo estratto dal sesto album in studio Born in 69.

## Tracce
CD-Maxi Yellow / N.E.W.S. N01.2842.124 [be] / EAN 5414165028420
1. LaLa Song (Radio Edit) - 3:19
2. LaLa Song (Club Mix) - 5:08
3. LaLa Song (Tocadisco Remix) - 5:36
4. LaLa Song (Guy Schreiner Old School Party Mix) - 6:12
5. LaLa Song (Donovan Dominator Remix) - 6:36

## Classifiche

### Classifiche settimanali
| Classifica (2009) | Posizione massima |
| ----------------- | ----------------- |
| Belgio (Fiandre)  | 9                 |
| Belgio (Vallonia) | 14                |
| Francia           | 90                |
| Germania          | 55                |
| Italia            | 6                 |
| Paesi Bassi       | 7                 |
| Spagna            | 26                |
| Svizzera          | 68                |

### Classifiche di fine anno
| Classifica (2009) | Posizione |
| ----------------- | --------- |
| Belgio (Fiandre)  | 66        |
| Belgio (Vallonia) | 69        |
| Italia            | 32        |
| Paesi Bassi       | 51        |